# Ivčenko AI-20
Ivčenko AI-20 je turbovrtulový motor, který poháněl např. letouny Il-18, An-10, An-12 a An-32. Konstrukce motoru AI-20 vznikla pod vedením A. G. Ivčenka. Vyráběl se od roku 1955.
Motor byl navrhován pro provoz při okolních teplotách v rozmezí od -60 do +55 °C. Vyráběl se ve verzích AI-20 o výkonu 4000 k (2942 kW), AI-20K o výkonu 4180 k (3075 kW) a AI-20M, s výkonem 4250 k (3125 kW).  První dva stupně turbíny mají chlazené lopatky. Motor pohání stavitelnou levotočivou vrtuli přes planetový reduktor.

## Specifikace (AI-20D série 5)

### Technické údaje
- Typ: Jednohřídelový turbovrtulový motor
- Délka: 3096 mm
- Průměr: 842 mm
- Výška: 1180 mm
- Hmotnost suchého motoru: 1030 kg
- Převod reduktoru: 1÷0,0873 (poměr otáček hnací÷hnaný hřídel)

### Součásti
- Kompresor: desetistupňový axiální kompresor
- Spalovací komora: prstencová s deseti plamenci
- Turbína: třístupňová axiální
- Palivo: Т-1, ТS-1, RТ

### Výkony
- Maximální výkon: 3 809 kW (5 180 ehp) (vzletový); 2 004 kW (2 725 ehp) (stálý)
- Celkový poměr stlačení: 7,6:1 (vzletový) to 9.2:1 (stálý)
- Teplota plynů před turbínou:  900 °C
- Průtok/hltnost vzduchu:  20,7 kg/s
- Měrná spotřeba paliva: 0,271 kg/KW/hr
- Poměr tah/hmotnost: 2,8 kW/kg (1,9 hp/lb) (vzlet)